# Julius Bergman (apotekare)
Julius Gereon Bergman, född 10 oktober 1854 i Arboga, död 12 mars 1923 i Malmö Sankt Petri församling, Malmö,  var en svensk apotekare.
Bergman blev elev på apoteket i Nora 1870 samt avlade farmacie kandidatexamen 1873 och apotekarexamen 1878; han studerade även i Tyskland 1883–1884. Han var anställd på apoteket i Oskarshamn 1878–1881, på apoteket Enhörningen i Göteborg 1882–1889 och apoteket Lejonet i Malmö 1889–1892. Han var föreståndare för apoteket i Mariefred 1892–1893, anställd på apoteket Lejonet i Helsingborg 1893–1894, innehavare av apoteket i Hjortkvarn 1894–1904 och av apoteket Kronan i Malmö från 1904. Han var en framstående kapacitet på den farmaceutiska kemins område och författade Farmaceutisk-kemisk analys (1887) samt ett stort antal artiklar över kemiska och farmaceutiska ämnen. Julius Bergman är begravd på Sankt Pauli mellersta kyrkogård i Malmö.